# K.u.k. Husarenregiment „Wilhelm II. König von Württemberg“ Nr. 6

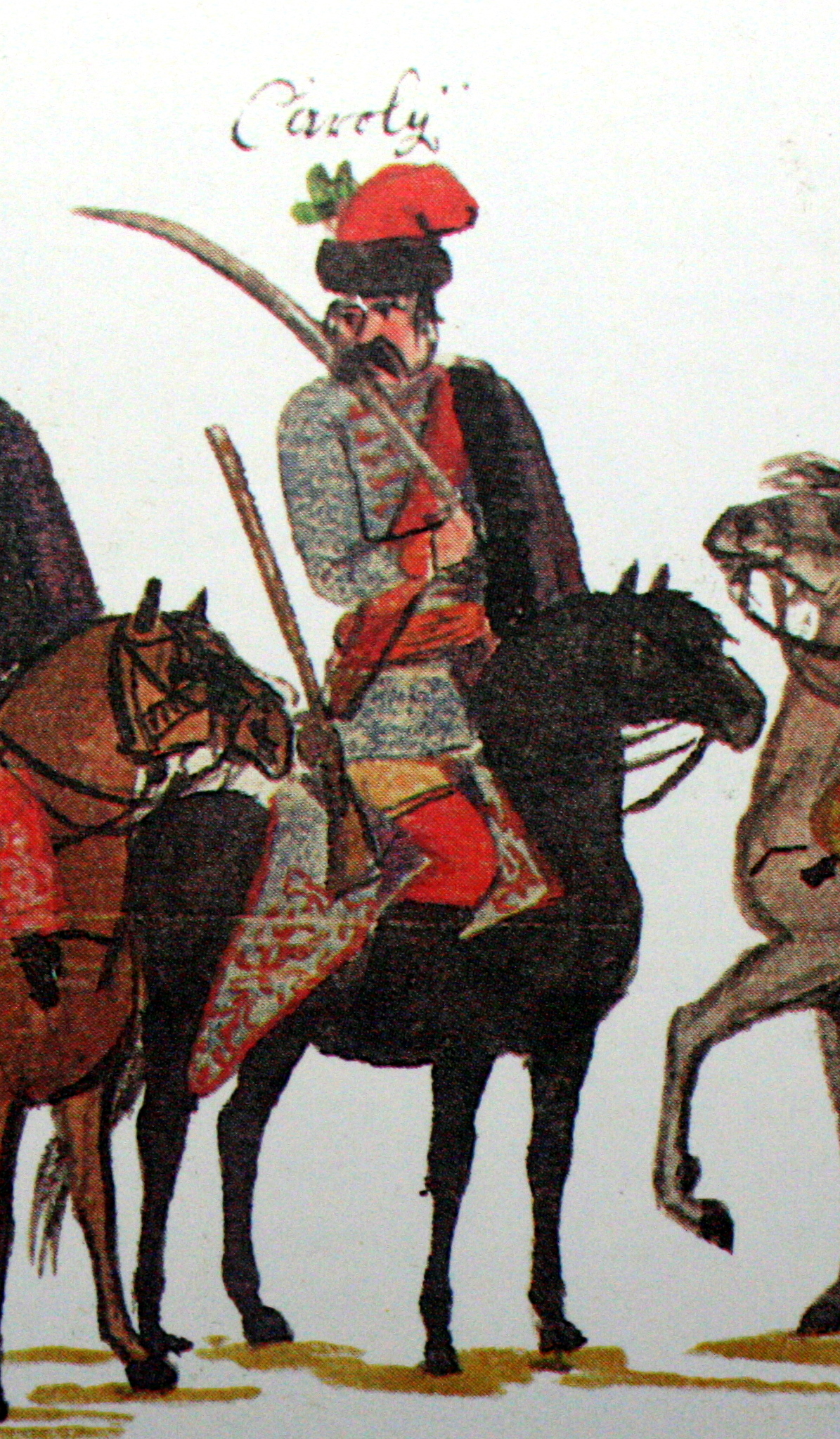
Die wohl älteste Darstellung des Regiments. Kaiserlicher Károlyi-Husar in der Gudenus-Handschrift bei Gründung des Regiments 1734.

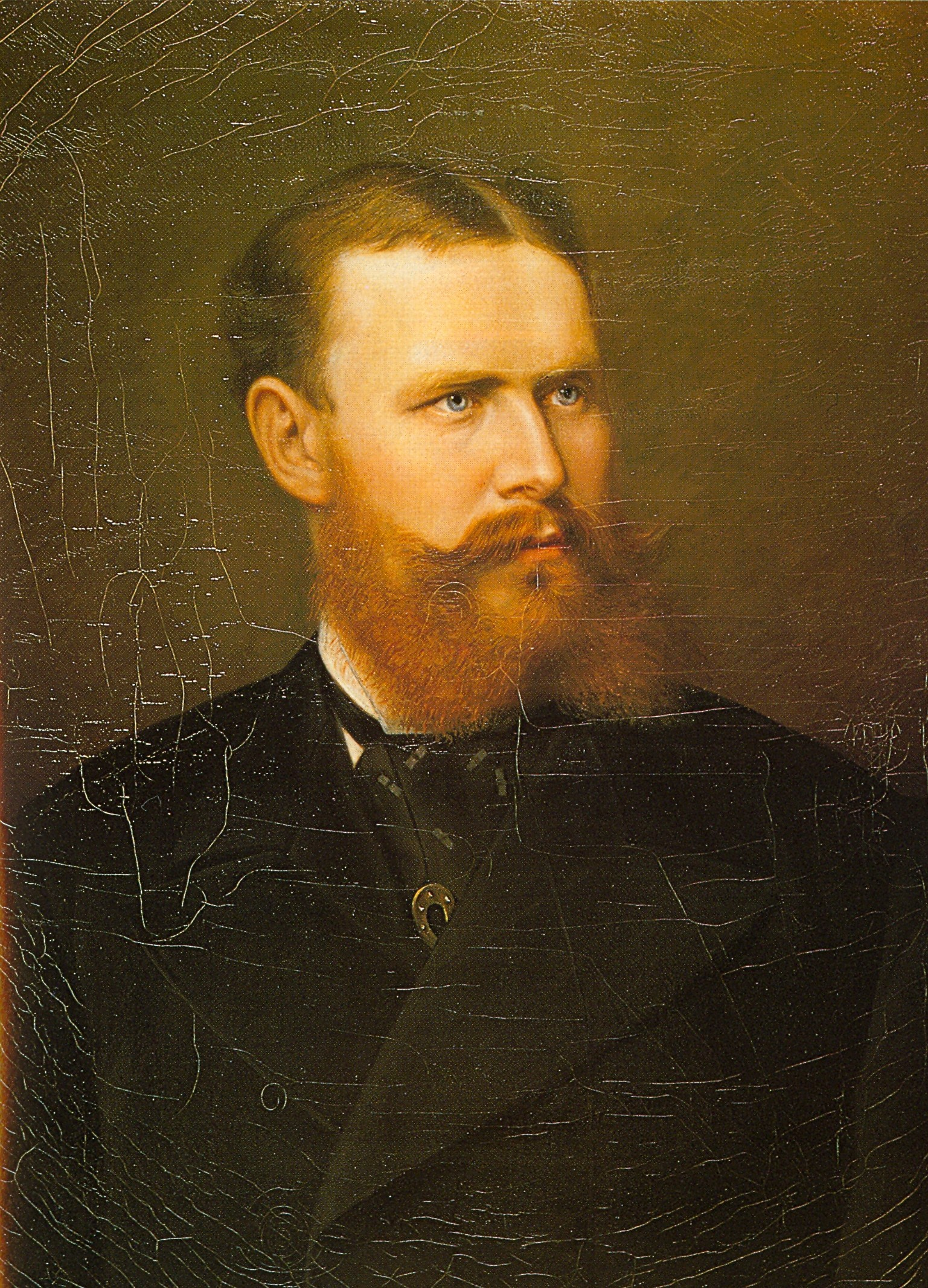
Der Regimentsinhaber (1891–1918) und letzter Namensgeber, König Wilhelm II. von Württemberg

Das Regiment war ein Reiterverband, der 1734 als Károlyi-Husaren für die kaiserlich-habsburgische Armee errichtet wurde.

## Namensgebung
Im 17. und 18. Jahrhundert führten Regimenter nur den Namen des Regimentsinhabers.
1769 wurde dem Regiment in der neu erstellten Kavallerie-Rangliste die offizielle Bezeichnung: Cavallerie-Regiment Nr. 16 zugewiesen. Die Einheit existierte danach in der k.k. bzw. Gemeinsamen Armee innerhalb der Österreichisch-Ungarischen Landstreitkräfte als Husarenregiment Wilhelm II. König von Württemberg Nr. 6 bis zum Kriegsende 1918. Zur Systematik wurden nachträglich folgende Nummerierungen eingeführt: 1734/1 (nach Tessin), Husarenregiment H 3 (nach Bleckwenn).
Alle Ehrennamen der Regimenter wurden im Jahre 1915 ersatzlos gestrichen. Das Regiment hieß von da an offiziell nur noch „Husarenregiment Nr. 6“.

## Aufstellung

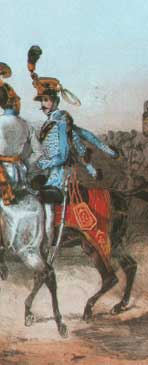
Stabsoffizier des 6. Regiments um 1830

Nach Ausbruch des Polnischen Thronfolgekrieges wurde vom Hofkriegsrat die Anregung von Prinz Eugen von Savoyen angenommen und die bestehenden drei Husaren-Regimenter in der Zeit von 1733 bis 1734 um fünf weitere ergänzt.
Errichtet wurde das Regiment mit Patent vom 13. Januar 1734 auf eigene Kosten durch den General der Kavallerie Alexander Graf Károlyi auf den Sammelplätzen Ödenburg und Pressburg, wo zunächst 10 Kompanien aufgestellt wurden.
- 1748 wurde eine Kompanie des aufgelösten Husaren-Regiments „Trips“ eingegliedert
- 1768 wurde eine Eskadron des aufgelösten Husaren-Regiments „Hadik“ eingegliedert
- 1769 ab führte das Regiment die Kavallerie-Stammlistennummer 16
- 1775 wurde eine Division (zwei Kompanien) des aufgelösten Husaren-Regiments Török eingegliedert
- 1798 wurde die 3. Majorsdivision an das neu aufgestellte Husarenregiment Nr. 7 abgegeben.
- Ab da trägt das Regiment als Husaren-Regiment die Nr. 6
- 1849 Nach der Teilnahme an der ungarischen Revolte wurde das Regiment in Wessely in Mähren reorganisiert und neu aufgestellt.
- 1860 musste eine aus der 4. Division formierte Eskadron an das Freiwilligen-Husarenregiment Nr. 2 abgegeben werden.

## Ergänzungsbezirke
- 1781 Grosswardein
- 1830 Debreczin
- 1857–60 Grosswardein und Debreczin
- 1860–67 Debreczen, Szatmár und Kaschau
- 1867–73 Kaschau, Ungvár und Nyíregyháza
- 1873–83 Losoncz, Kaschau und Prešov
- 1883–89 Losoncz und Erlau
- Ab 1889 aus dem Bereich des VI. Korps (Kaschau)

## Friedensgarnisonen
| I. | II. | III. |
| --- | --- | --- |
| - 1735 keine feste Garnison - 1736 Trentschin und Csakonya - 1739–40 Komitat Abauj-Torna - 1748 Grosswardein - 1752 Prešov - 1754–56 Hermannstadt - 1762 keine feste Garnison - 1763 Zips - 1766 Prešov - 1768 Teschen - 1772 Krakau - 1773 Polná - 1774 verteilt auf die Bukowina - 1776–78 Czortków - 1779 Dombóvár - 1782 verteilt auf Kroatien - 1783 Dombóvár - 1784–90 Troppau | - 1791–92 in den Niederlanden (Brüssel) - 1798–99 Troppau - 1801 Reichstadt - 1802–05 Brandeis - 1806 Klattau - 1807 Nagy-Tapolcsán - 1808–09 Gabel - 1810–12 Rzeszów - 1814–15 Stanislau - 1815 Altkirchen im Elsass - 1818 Enisheim - 1819 Wien - 1820 Pardubitz - 1830 Debreczen - 1831 St. Pölten - 1832 Wien - 1833 Austerlitz - 1835 Brzezany | - 1849 Wessely - 1851 Troppau - 1854 Bochnia - 1855 Saaz - 1857 Neudorf (Ungarn) und Wels - 1859 St. Florian - 1859/60–66 Bochnia - 1866 Klagenfurt - 1871 Gyöngyös - 1877 Stockerau - 1878 Wien - 1880 Agram - 1885 Warasdin - 1886 Temesvár - 1888 Pressburg - 1893 Rzeszów - 1898 Klagenfurt - 1914 Stab / II. DivKdo / + 6.Esk. Klagenfurt - I. DivKdo 2. + 3. + 4.Esk Seebach - 1. Esk. Wolfsberg - 5. Esk. St. Veit |

## Regimentsinhaber
- 1734 General der Kavallerie Alexander Graf Károlyi de Nagy-Károly (Husaren-Regiment Nagy-Károly)
- 1738 Obrist Franz Graf Károlyi de Nagy-Károly
- 1759 Feldmarschall-Lieutenant Rudolph Graf Pálffy (Husaren-Regiment Pállfy)
- 1768 General der Kavallerie Andreas Graf Hadik von Futak (Husaren-Regiment Futak)
- 1791 Feldmarschall-Lieutenant Ernst Graf Blankenstein
- 1798 Änderung der Namensgebung in Husaren-Regiment Nr. 6
- 1814 Kronprinz Wilhelm von Württemberg
- 1817 König Wilhelm I. von Württemberg
- 1864 König Carl I. von Württemberg
- 1891 König Wilhelm II. von Württemberg

### Zweite Inhaber
- 1814 Graf Ernst von Blankenstein zu Battelau, GdK, († 1816)
- 1819 Graf Andreas Hadik von Futak, GdK, († 1840)
- 1840 Duca Ferdinand  de Serbelloni zu Bellagio, GdK, († 1858)
- 1858 Freiherr Eduard Bersina von Siegenthal, FML

### Regiments-Kommandanten
| I. | II. | III. |
| --- | --- | --- |
| - 1734 Obristlieutenant-Obrist Johann Freiherr von Baranyay - 1737 Obristlieutenant Franz Graf Károlyi - 1738 Obrist Franz Graf Forgách - 1744 Obrist Georg Graf Szluha von Iklad - 1752 Obrist Gabriel Graf Haller von Hallerstein - 1754 Obrist Johann Revitzky de Revisney - 1761 Oberst Emerich Freiherr von Sennyey - 1772 Oberst Georg von Gombos - 1775 Oberst Johann Terney de Kis-Terenne - 1784 Oberst Joseph Szerelem - 1789 Oberst Carl, Graf Hadik von Futak - 1794 Oberst Sigmund Freiherr von Szent-Kereszty - 1797 Oberst Anton Vogl - 1800 Oberst Joseph von Prohaska | - 1805 Oberst Graf Ferdinand von Wartensleben - 1809 Oberst Vincenz von Gillert - 1812 Oberst Georg Freiherr von Wieland - 1819 Oberst Friedrich Fürst Reuss-Köstritz - 1830 Oberst Franz Graf Schlik zu Bassano und Weisskirchen - 1835 Oberst Franz Graf Haller von Hallerstein - 1837 Oberst Johann Graf Brenner - 1838 Oberst Johann Freiherr Burits de Pournay - 1846 Oberst Alfred Graf Paar - 1849 Oberst Franz Pongrácz de Szent-Miklós et Ovár - 1851 Oberst Johann Graf Hoditz und Wolframitz - 1858 Oberst Joseph Freiherr Taxis von Bordoga et Valnigra - 1866 Oberst Ludwig Freiherr Wattmann de Macleamp-Beaulieu - 1866 Oberst Ladislaus von Smagalski | - 1872 Oberstlieutenant-Oberst Stephan Wojnarovits - 1876 Oberst Alphons von Kodolitsch - 1881 Oberstlieutenant-Oberst Anton Gábor - 1884 Oberst Emerich Freiherr Mecséry de Tsóor - 1886 Oberstlieutenant-Oberst Ludwig Francke de Almás - 1888 Oberstlieutenant-Oberst Joseph Nechwalsky - 1894 Oberst Victor von Mouillard - 1895 Oberstlieutenant-Oberst Ludwig Graf von Breda - 1903 Oberst Johann Jovanovic - 1905 Oberst Theodor Kubinyi von Felsö-Kubin und Nagy-Olaszi - 1909 Oberst Attila Máriássy de Markus et Batizfalva - 1910 Oberstleutnant Joseph Kollowratnik - 1914 Oberstleutnant Alois Dichtl |

## Gefechtskalender
Polnischer Erbfolgekrieg

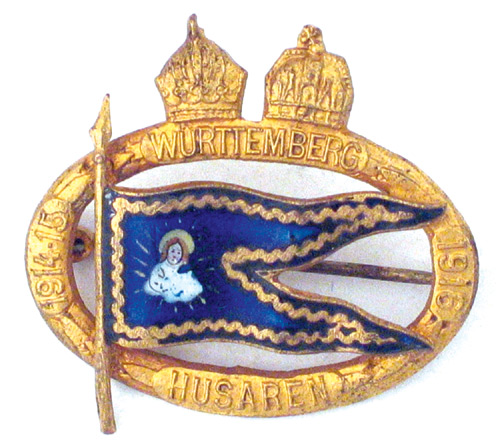
Abzeichen des K.u.k. Husarenregiment Nr. 6 im Ersten Weltkrieg

- 1734 Unmittelbar nach der Indienststellung verlegte das Regiment an den Rhein und hatte dort bereits Gefechtstätigkeit, unter anderem bei einem Angriff auf Offenburg
- 1735 Ein Streifkorps führte ein Gefecht bei Schmiedeberg und nahm die beiden französischen Offiziere Gathau und Pauli gefangen. Eine andere Abteilung führte ein Gefecht bei Nieder-Olm.

Russisch-Österreichischer Türkenkrieg
- 1737 zum Korps Hildburghausen abgestellt, kämpfte das Regiment bei Banjaluka
- 1738 im Banat war der Verband an den  Kämpfen bei Kornia und Mehadia beteiligt
- 1739 Teilnahme an der Schlacht bei Grocka

Österreichischer Erbfolgekrieg
- 1741 Das Regiment verlegte zunächst nach Schlesien und nahm mit einzelnen Eskadronen am Gefecht bei Rothschloss teil, rückt dann nach Böhmen ab.
- 1742 Teilnahme am Gefecht bei Deutsch-Brod, anschließend zur  Belagerung von Prag abgeordnet.
- 1743 In diesem Jahr hatte das Regiment keine Kampfhandlungen zu bestreiten
- 1744 Patrouillendienste in den Niederlanden
- 1745 Patrouillendienste und Streifzüge an den Rhein und Main, ohne größere Aktion. Die in den Niederlanden verbliebene Auctionscompagnie nahm an der Schlacht bei Fontenoy teil
- 1746 Verlegung in die Niederlande, Sicherungs und Patrouillendienste bei Rocour
- 1747 Teilnahme an der Schlacht bei Lauffeldt
- 1756 Verlegung nach Böhmen

Siebenjähriger Krieg
- 1757 Gefechte bei Troppau, Littau und in der Hauptarmee in der Schlacht bei Hochkirch
- 1759 Zugewiesen dem Korps Harsch, nahmen Abteilungen an Gefechten bei Schmiedeberg, Plasdorf und Goldenelse teil
- 1760 Gefecht bei Landshut
- 1761 Schweres Gefecht bei Schlesisch-Neustadt, Vorpostengefechte bei Grebischau und Jägerndorf
- 1762 Gefecht bei Neise

Bayerischer Erbfolgekrieg
- 1778–79 Gefecht bei Dauba in Böhmen
- 1788–90 Patrouillen und Sicherungsdienste ohne Gefechtstätigkeit

→Koalitionskriege
- 1792 Verlegung in die spanischen Niederlande. Teilnahme an der Schlacht von Jemappes und Patrouillendienste. Danach Verlegung nach Luxemburg mit Gefechten bei Agneau und Corioule
- 1793 Kämpfe bei Aldenhoven, Neerwinden, Löwen, bei den Belagerungen von Condé und Valenciennes, bei Poperinghe und Hondschooten, später bei Maubeuge und Bassuyan
- 1794 Divisionsweise an Kämpfen bei Landrecies, Tournay, Ypern und bei Moescroen beteiligt. Rückzugsgefechte zur Deckung der Armee.
- 1795 Kämpfe am Niederrhein, Verfolgung der französischen Truppen nach dem Gefecht bei Höchst, Einnahme der Mainzer Linien, Gefecht bei Lambsheim, Gefechte bei Kirchheim, Kreuznach und Meissenheim. Scharmützel der Streifkorps mit französischen Nachhuten
- 1796 Abgestellt zum Korps Wartensleben. Gefechte bei Herborn und Kircheip. Das Regiment kämpfte bei Amberg, Würzburg, Gießen, Altenkirchen (Westerwald) und Kehl
- 1797 Eine Division führte ein Gefecht bei Grüningen
- 1799 Das Regiment kämpfte  bei Oberkirch (Baden), Ober-Kappeln, Bietigheim und Wiesloch
- 1800 deckte das Regiment nach der Schlacht bei Biberach an der Riß den Rückzug der Armee. Danach Rückzugsgefechte bis nach  Oberösterreich.
- 1805 Zwei Divisionen waren beim Gefecht  von Günzburg eingesetzt. Das Regiment wurde dann zum Korps Jelacic eingeteilt und entging durch glückliche Umstände der Kapitulation von Bregenz. Danach Marsch nach Böhmen.
- 1809 Zugeteilt dem I. Korps. Kämpfe bei Amberg-Ursensollen, und mit Auszeichnung in der Schlacht bei Aspern und der Schlacht bei Wagram. Danach Rückzugsgefechte bei Hollabrunn, Schöngrabern und Znaim.

Feldzug nach Russland
- 1812 Im Auxiliar-Korps Schwarzenberg der Grande Armeé fochten Abteilungen bei Signiewiczi, Pruszany, Kobrin, Liuboml, Stara-Wizwa und nahmen an dem Angriff auf Ogorodnicki teil.

Befreiungskriege
- 1813 Ein Teil der Leichten Division Bubna war zur Hauptarmee abgestellt. Teilnahme an den Gefechten bei Gabel, Stolpen und Lohmen, bei Leipzig als Reservekavallerie eingeteilt.
- 1814 Einmarsch in Südfrankreich, Besetzung von Genf, Gefechte bei Bourg-en-Bresse und Poligny. Teile des Regiments bei Macon und zur  Blockade von Auxonne abgestellt

Herrschaft der Hundert Tage
- 1815 Kämpfe am Rhein, Gefecht bei Straßburg

Sardinischer Krieg
- 1859 wurde je 1 Eskadron zur Verstärkung der Festungen Ulm und Rastatt abgestellt. Das Regiment zog dann nach Italien, wurde jedoch nicht mehr eingesetzt.

Deutscher Krieg
- 1866 Teilnahme an der Schlacht bei Königgrätz

Erster Weltkrieg
Im Ersten Weltkrieg sahen sich die Husaren den unterschiedlichsten Verwendungen ausgesetzt. Sie kämpften zunächst kavalleristisch entweder im Regimentsverband oder Eskadronsweise aufgeteilt als Divisionskavallerie, wurden aber auch auf allen Kriegsschauplätzen infanteristisch verwendet.

## Verbleib
Nach der Proklamation Ungarns als eigenständiger Staat im Oktober 1918 wurden die ungarischstämmigen Soldaten von der Interimsregierung aufgerufen, die Kampfhandlungen einzustellen und nach Hause zurückzukehren. In der Regel wurde dieser Aufforderung Folge geleistet, das Regiment kehrte geschlossen aus der Ukraine nach Ungarn zurück. Somit war der Verband seinem bisherigen Oberkommando, dem k.u.k. Kriegsministerium entzogen und konnte von diesem nicht demobilisiert und allenfalls theoretisch aufgelöst werden. Ob, wann und wo eine solche Auflösung stattgefunden hat, ist gegenwärtig nicht bekannt.

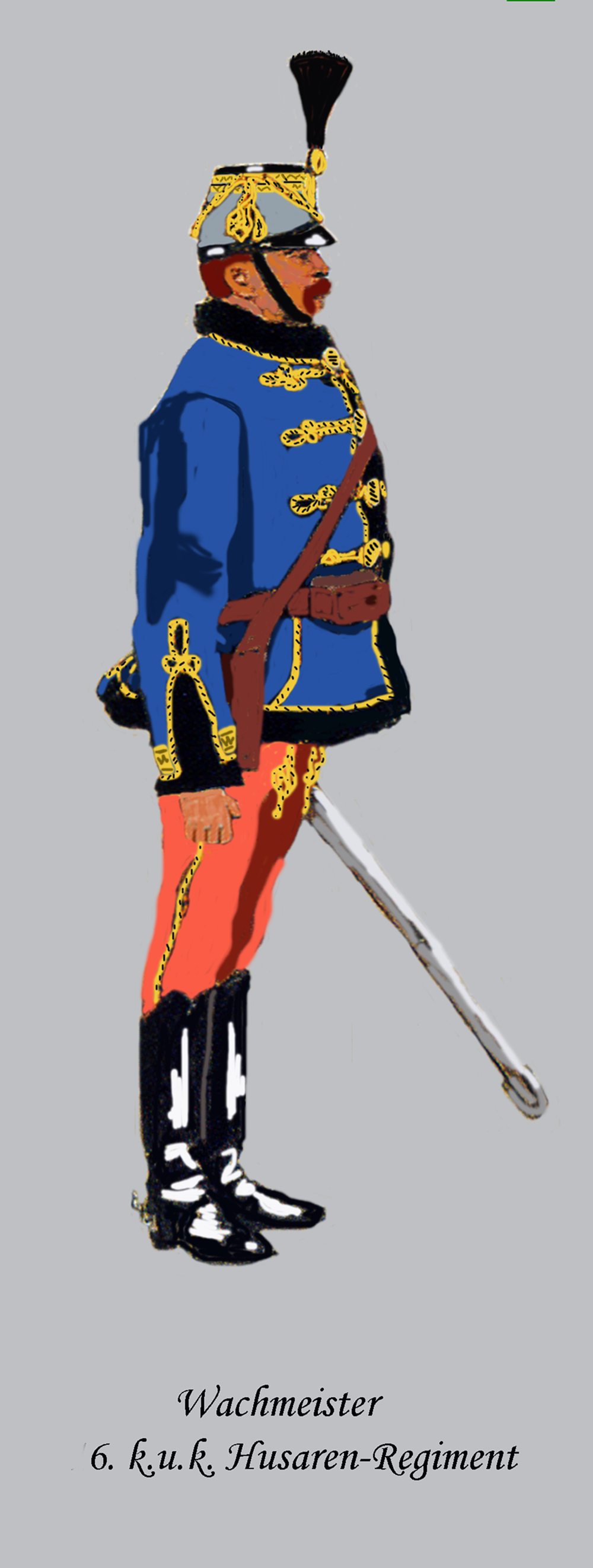
Uniform bis 1916

## Status und Verbandszugehörigkeit 1914
VI. Korps - 2. Kavallerie Truppendivision - 16. Kavalleriebrigade
Nationalitäten: 90 % Magyaren - 10 % Sonstige
Regimentssprache: ungarisch
Uniform: Lichtblaue Attila mit gelben Oliven (Knöpfen) und aschgrauem Tschakobezug

## Gliederung
Ein Regiment bestand in der kaiserlich-habsburgischen Kavallerie in der Regel ursprünglich aus drei bis vier (in der Ausnahme auch mehr) Division. (Mit Division wurde hier ein Verband in Bataillonsstärke bezeichnet. Die richtige Division wurde Infanterie- oder Kavallerie-Truppendivision genannt.) Jede Division hatte drei Eskadronen, deren jede wiederum aus zwei Kompanien bestand. Die Anzahl der Reiter in den einzelnen Teileinheiten schwankte, lag jedoch normalerweise bei etwa 80 Reitern je Kompanie.
Bei der durch Kaiser Joseph II. begonnenen Heeresreform wurde die Kompaniegliederung innerhalb der Kavallerie aufgegeben.
Die einzelnen Divisionen wurden nach ihren formalen Führern benannt:
- die 1. Division war die Oberst-Division
- die 2. Division war die Oberstlieutenant (Oberstleutnant)-Division
- die 3. Division war die Majors-Division
- die 4. Division war die 2. Majors-Division

Im Zuge der Heeresreform wurden die Kavallerie-Regimenter ab 1860 auf zwei Divisionen reduziert.
- siehe: k.u.k. Husaren

## Trivia
Das Volkslied Dort drunt im schönen Ungarland (oder Blankenstein-Husar) geht auf das Regiment zurück.